# 서울특별시 용인정신병원
서울특별시 용인정신병원(서울特別市 容仁精神病院)은 서울특별시의 위탁을 받아 운영되는 공공 정신병원이다. 경기도 용인시 기흥구 상하동 2에 위치하고 있다.

## 연원 및 변천
- 1971년 8월 23일 - 개원
- 1975년 10월 - 서울대학교병원과 자매결연을 맺어 레지던트 수련교육 실시
- 1976년 11월 - 의료법인 용인병원유지재단으로 개설 허가 받음
- 1977년 2월 - 의료보호 2차 진료기관으로 지정
- 현재 - 특수진료기관으로 지정, 국내 최대의 정신병원으로 자리매김

## 같이 보기
- 서울의료원